# Zahnflügel-Bläuling

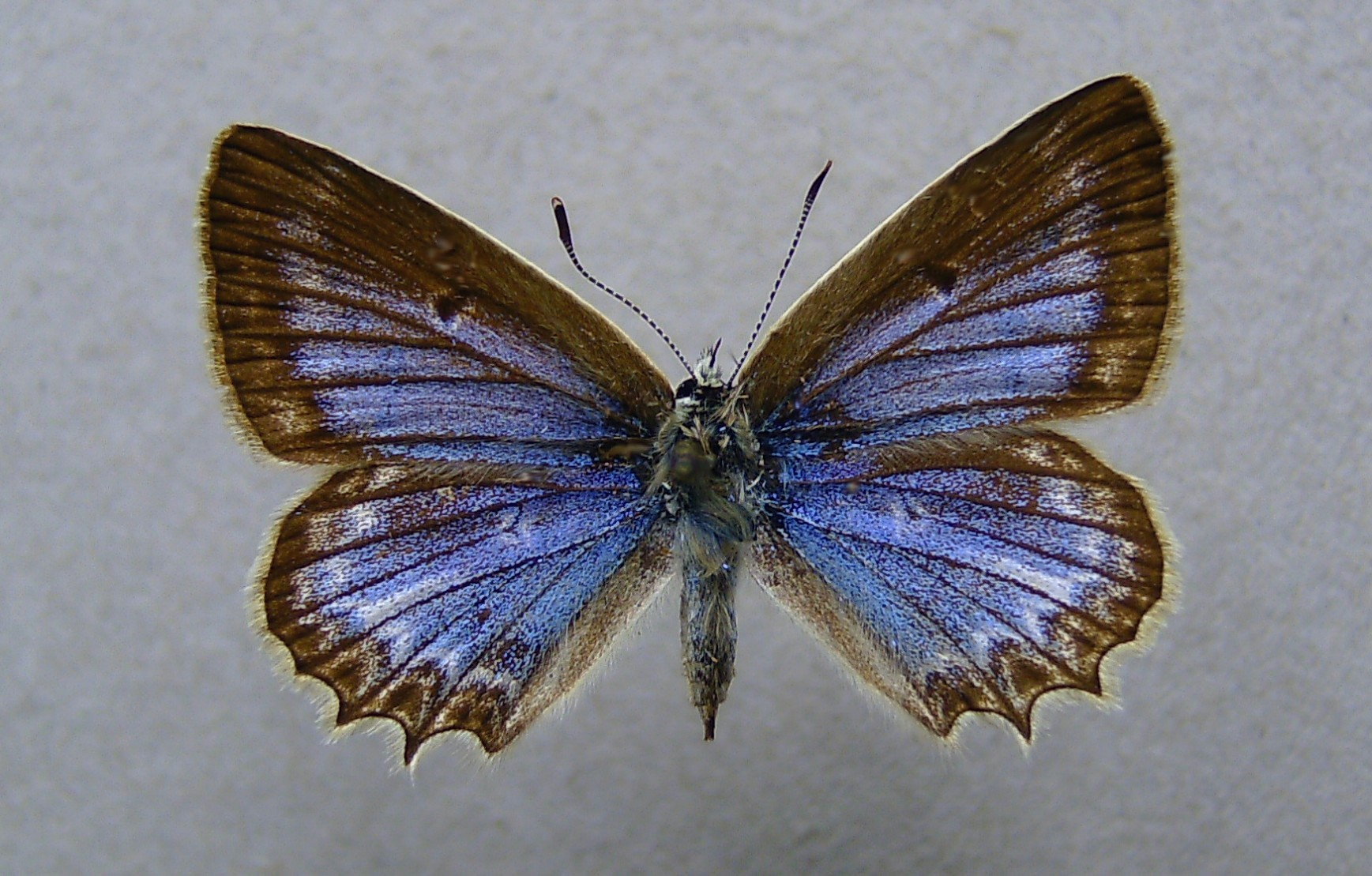
Zahnflügel-Bläuling ♀

Der Zahnflügel-Bläuling (Polyommatus daphnis) ist ein Schmetterling (Tagfalter) aus der Familie der Bläulinge (Lycaenidae). Seinen deutschen Artnamen hat er aufgrund der zahnreihenartigen Ausbuchtungen der Hinterflügelränder bekommen. Der Zahnflügel-Bläuling kann von Anfängern durch den gewellten Rand der Hinterflügel fälschlicherweise als Zipfelfalter eingeordnet werden, diese haben aber keine Punkte auf der Flügelunterseite. Der wissenschaftliche Artname des Zahnflügel-Bläulings bezieht sich auf den Hirten Daphnis auf Sizilien, Sohn des Hermes und einer Nymphe aus der griechischen Mythologie.

## Merkmale
Das Männchen hat eine Vorderflügellänge von 18 bis 19 Millimeter und ist etwas größer als das Weibchen. Oberseits sind die Flügel der Männchen hellblau bis türkis mit schmalen schwarzbraunen Säumen. Die Unterseite ist hellgrau und etwas dunkler auf den Hinterflügeln. Die schwarzen Flecke sind weiß umrandet. Die Zelle des Vorderflügels hat keinen Diskoidalfleck, auf dem Hinterflügel gibt es keine orangen Flecke am Außenrand. Die Oberseite der Weibchen ist kräftiger blau mit schwarzem Diskoidalfleck. Am Vorder- und Außenrand sind die dunklen Säume stark ausgeprägt. Die Ausbuchtungen am Hinterflügelrand sind stärker ausgeprägt. Die Flügelunterseite ist graubraun mit einem weißen Wisch und gleicht sonst dem Männchen. Die dunkle Form steeveni der Weibchen hat eine graubraune Flügeloberseite und diffus weißlich oder graubraun begrenzte Flecken. Die grüne Raupe hat gelbe Rückenwülsten und stark hervortretenden schwarze Stigmen.

## Flugzeit
Polyommatus daphnis ist einbrütig, d. h., er bringt nur eine Generation hervor, die von Juni bis August fliegt.

## Lebensraum und Lebensweise
Der Zahnflügel-Bläuling lebt an warmen, blütenreichen Stellen und bevorzugt Kalkboden. In Deutschland kommt der Zahnflügel-Bläuling vor allem an Muschelkalkhängen und Magerrasen in primären Sukzessionsstadien vor. Die Raupe ernährt sich von Tragant- (Astragalus) und Esparsetten-Arten (Onobrychis) sowie Bunter Kronwicke (Securigera varia). Die Eier werden auf den Blättern der Raupennahrungspflanze abgelegt. Beschattete Pflanzen werden in sehr heißen und trockenen Lebensräumen bevorzugt. Die Raupe lebt in Symbiose mit der Fremden Wegameise (Lasius alienus), der Großen Wiesenameise (Formica pratensis) und der Schwarzen Blütenameise (Tapinoma erraticum). Die Überwinterung findet als Ei oder junge Raupe statt.

## Verbreitung
Polyommatus daphnis kommt lokal im nördlichen Spanien in den Provinzen Madrid, Burgos, Cuenca, Teruel (Montes Universales), Logroño (Sierra de la Demanda) und in den tieferen Langen der Pyrenäen von Huesca bis Girona vor. In Südfrankreich von den Ostpyrenäen über das Zentralmassiv und Savoyen bis zu den Seealpen und über die Apenninhalbinsel bis nach Sizilien. Im Norden Italiens (Poebene) fehlt die Art größtenteils, kommt aber wieder in Südtirol vor, ebenso entlang der östlichen Adriaküste bis nach Griechenland. Die Form steeveni der Weibchen kommt in den südlichen Alpen und in Spanien fast ausschließlich vor. In Deutschland kommt die Art von der Rhön über Mainfranken und die Fränkische Alb bis zur Donau vor. Westlich davon gibt es wenige lokal stark eingegrenzte Fundstellen im Bauland und im Tauberland. Über Tschechien, die Slowakei, das südöstliche Polen, Ungarn, Rumänien, dem östlichen Bulgarien bis zum Schwarzen Meer. Auf der Krim und vereinzelt im südlichen Russland. Die Verbreitung reicht ostwärts bis zum Iran. In den Alpen steigt die Art nicht besonders hoch und ist auf die südlichen Täler beschränkt. In Gebirgen steigt er bis auf über 1500 Meter.

## Gefährdung
Die Art ist in Deutschland stark gefährdet und zudem als Art mit geographischer Restriktion von besonderem Interesse (Rote Liste BRD: 2). Europaweit ist der Zahnflügel-Bläuling nicht gefährdet und sein Bestand wird im Red Data Book of European Butterflies über 25 Jahre (1974–1999) als stabil bewertet.

## Synonyme
- Meleageria meleager, Esper 1779[2]

## Belege